# Muhamed Bešić
Muhamed Bešić (* 10. září 1992, Berlín, Německo) je bosenský fotbalový záložník a reprezentant, který hraje v klubu Everton FC. Má bosenské i německé občanství. Účastník Mistrovství světa 2014 v Brazílii.

## Klubová kariéra
Na profesionální úrovni hrál v Německu za Hamburger SV. V A-týmu měl však disciplinární problémy. Na konci letního přestupního období v srpnu 2012 absolvoval testy v maďarském celku Ferencváros Budapešť, který vedl bývalý kouč-asistent Hamburku Ricardo Moniz. 31. srpna do Ferencvárose přestoupil.
V červenci 2014 přestoupil do anglického Everton FC, kde podepsal pětiletou smlouvu.

## Reprezentační kariéra
Muhamed Bešić odmítl nabídku reprezentovat na mládežnické úrovni Německo, chtěl reprezentovat Bosnu a Hercegovinu. Hrál za bosenský výběr do 21 let.
FIFA uvádí, že v bosenském reprezentačním A-mužstvu debutoval 17. listopadu 2010 v utkání proti Slovensku, které Bosna a Hercegovina vyhrála 3:2. Některé zdroje toto nepotvrzují. Není vyloučeno, že debutoval až 9. února 2011 v přátelském zápase s Mexikem (prohra 0:2).
Trenér Safet Sušić jej vzal na Mistrovství světa 2014 v Brazílii. Bosna obsadila se 3 body nepostupové třetí místo v základní skupině F.